# Britten-Norman Trislander
Der Britten Norman Trislander (genauere Bezeichnung: BN-2A Mk III Trislander) ist ein mit 18 Sitzplätzen (1 Pilot, 17 Passagiere) ausgestattetes ziviles Passagierflugzeug, das von drei Kolbenmotoren angetrieben wird.
Der Jungfernflug dieses Typs fand am 11. September 1970 statt.

## Konstruktion
Der Typ ist eine gestreckte Version der Britten-Norman BN-2 Islander. Das Leitwerk ist komplett neu. Einzigartig ist das im Seitenleitwerk angebrachte Kolbentriebwerk. Eine weitere Besonderheit der Trislander ist, dass sie über keinen durchgehenden Gang verfügt. Die Sitzanordnung ist normalerweise ein Pilot und Passagier im Cockpit und 16 Sitzplätze für Passagiere, je zwei nebeneinander in der Hauptkabine. Der Zugang zu den Sitzbänken erfolgt über zwei Türen auf der linken und drei auf der rechten Seite. Das Gepäckabteil im hinteren Rumpfteil besitzt eine eigene Zugangstür auf der linken Seite. Wie die BN-2 Islander ist auch die Trislander nicht mit einer Druckkabine ausgestattet und verfügt über ein starres Bugradfahrwerk.

## Zwischenfälle
Vom Erstflug 1970 bis Februar 2020 kam es mit Britten-Norman Trislander zu 26 Totalschäden; das entspricht 36 % aller gebauten Maschinen. Bei 8 davon kamen 49 Personen ums Leben. Auszüge:
- Am 15. Mai 1979 wurde eine BN-2A Trislander Mk III-1 der britischen Loganair (Luftfahrzeugkennzeichen G-BCYC) auf dem Flughafen Aberdeen (Schottland) aus unbekannten Gründen irreparabel beschädigt. Es gab keine Personenschäden. Das Wrack der Maschine wurde von Aurigny Air Services übernommen, einem anderen Betreiber des Typs Trislander.[3]

- Zum Teil unaufgeklärt ist das Verschwinden und der höchstwahrscheinliche Absturz einer Trislander mit dem Luftfahrzeugkennzeichen N650LP in der Nähe des Bermudadreiecks am 15. Dezember 2008. Der Pilot hatte keine gültige Fluglizenz, trat als Kaufinteressent für das Flugzeug auf und brachte es anlässlich eines geplanten Probefluges in der Dominikanischen Republik an sich. Dann flog er mit 11 Passagieren, die er mitgebracht hatte, in Richtung Bahamas. Ca. 35 Minuten nach dem Start wurde noch ein Notruf empfangen und das Flugzeug verschwand vom Radarschirm.[4][5][6]

## Technische Daten

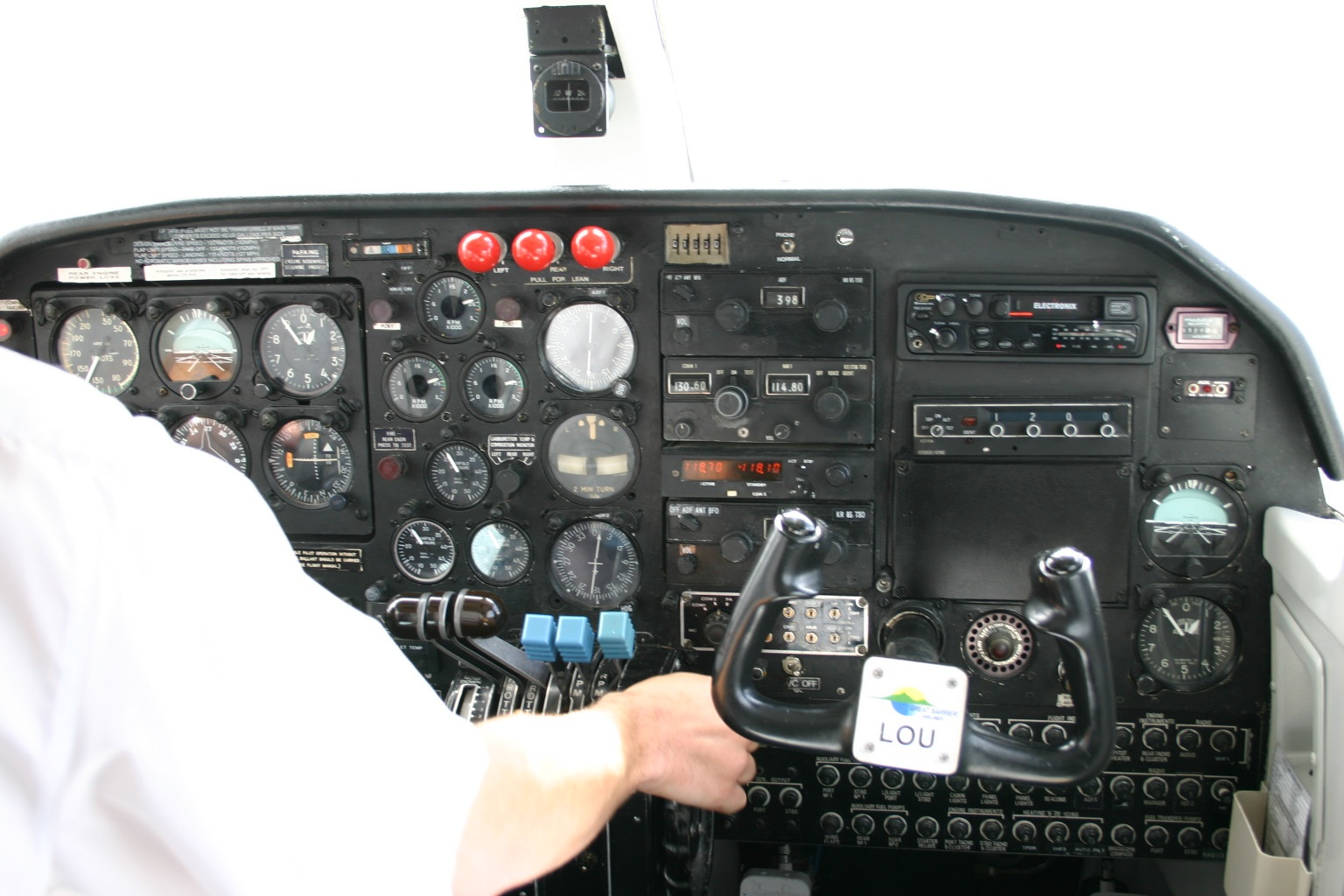
Cockpit einer Britten-Norman Trislander

| Kenngröße                 | Daten                                |
| ------------------------- | ------------------------------------ |
| Besatzung                 | 1                                    |
| Passagiere                | 17                                   |
| Länge                     | 15,01 m                              |
| Spannweite                | 16,15 m                              |
| Höhe                      | 4,29 m                               |
| Startmasse                | 4500 kg                              |
| Höchstgeschwindigkeit     | 463 km/h                             |
| max. Reisegeschwindigkeit | ca. 290 km/h                         |
| Dienstgipfelhöhe          | 4000 m                               |
| Reichweite                | 1600 km                              |
| Triebwerke                | 3 × Lycoming O-540-E4C5 zu je 263 PS |